# 滨柃
滨柃（学名：Eurya emarginata），台湾称凹葉柃木，为山茶科柃木属下的一个种。

## 扩展阅读
維基物種上的相關：滨柃